# Carlos Lázaro
Carlos Lázaro Vallejo, deportivamente conocido como Carlos Lázaro, (Medina del Campo, Valladolid, 13 de noviembre de 1990) es un exfutbolista español, cuyo último club al que perteneció fue el Lleida Esportiu.

## Trayectoria
Carlos Lázaro se crio en la localidad de Olmedo, aunque su familia paterna desciende de Villeguillo. Con doce años, se incorporó a las categorías inferiores del Real Valladolid.
El 17 de enero de 2010, cuando todavía formaba parte de la plantilla del filial vallisoletano, en Tercera División, tuvo la oportunidad de debutar en Primera, como titular, ante el Racing de Santander en El Sardinero. Para la temporada 2010-2011, Lázaro fue ascendido definitivamente al primer equipo de Valladolid, pero no hizo apariciones oficial alguna durante la campaña.
Tras dos temporadas de lesiones que le impidieron jugar, el 5 de abril de 2012 es cedido por el Real Valladolid a la SD Huesca hasta final de la temporada con el objetivo de que tuviera minutos.
El 20 de agosto de 2013, el Deportivo Alavés comunica oficialmente el fichaje del jugador por 2 temporadas.
El 30 de julio, tras rescindir su contrato con el Alavés, el Hércules CF anuncia el fichaje de Lázaro por 2 temporadas.

## Clubes
| Club                 | País   | Año       |
| -------------------- | ------ | --------- |
| Real Valladolid CF B | España | 2008-2010 |
| Real Valladolid CF   | España | 2009-2012 |
| SD Huesca            | España | 2012-2013 |
| Deportivo Alavés     | España | 2013-2014 |
| Hércules CF          | España | 2014-2015 |
| CD Mirandés          | España | 2015-2017 |
| Lleida Esportiu      | España | 2017      |